# La resa dei conti (miniserie televisiva)
La resa dei conti è uno sceneggiato televisivo italiano andato in onda nei giorni 8 e 10 aprile 1969. Narra le ultime vicende che segnarono la fine di Mussolini.